# Messukylä

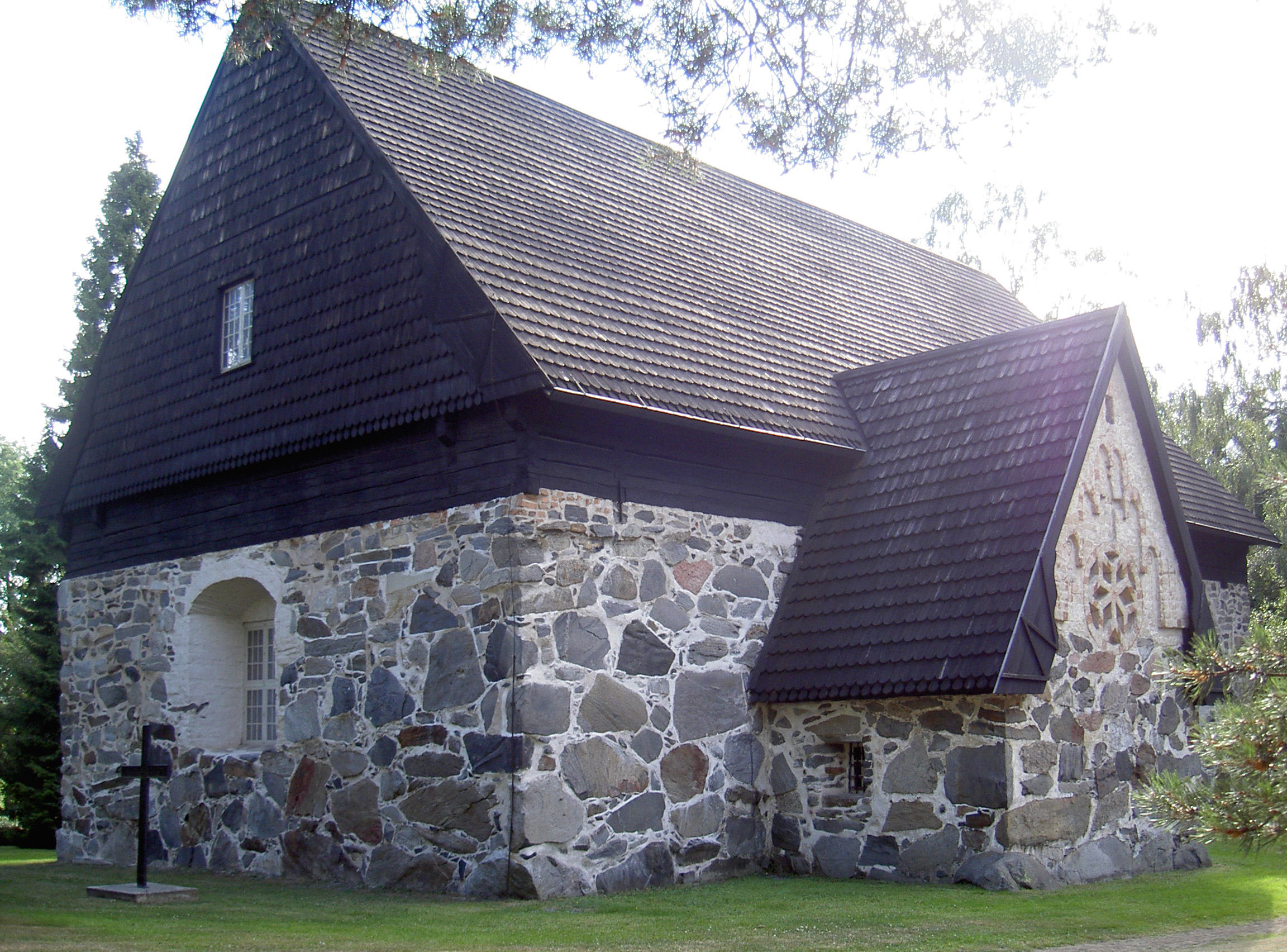
Messukyläský starý kostel je nejstarší budova v Tampere.

Messukylä (švédsky Messuby, doslovně „Mešní ves“) je čtvrť finského města Tampere. Původně to bývalo centrum samostatné stejnojmenné obce.
První písemná zmínka o místě Messukylä je známá z dokumentu z roku 1439. Tehdy se tento název týkal celé oblasti. Jméno vzniklo poté, co zde byl roku 1434 vystavěn dřevěný kostel. Do té doby zdejší obyvatelé museli do kostela cestovat asi 20 km, ale od té doby naopak farář jednou týdně přijížděl sloužit mši ze Suur-Pirkkaly do nového kostela.
Město Tampere vzniklo původně na území obce Messukylä roku 1779, ale díky připojování území a průmyslu na Tammerkoski ji přerostlo. Messukylä se měla stát součástí Tampere roku 1939, ale kvůli druhé světové válce bylo sloučení odloženo. Messukylä se přidružila k Tampere po souhlasném hlasování obecního shromáždění roku 1947. Její původní území tvoří velké procento východní části města.
V Messukylä stojí nejstarší budova Tampere, Messukyläský starý kostel. Tento kamenný kostel byl postaven mezi lety 1510 až 1530. Přesný rok se v žádném pramenu nedochoval. Sakristie pochází z poloviny 15. století. V roce 1879 byl v obci otevřen i nový Messukyläský kostel. Na konci finské občanské války v roce 1918 zde a v sousední Kalevě proběhly těžké boje.
Po druhé světové válce se v Messykylä usadili uprchlíci z obsazené Sakkoly.

## Vesnice obce Messukylä
Aitoniemi, Haihara, Hallila, Hirviniemi, Hyllilä, Juvela, Järvensivu, Kaukajärven kartano, Koivisto, Laalahti, Leinola, Messukylä, Nurmi, Palo, Pappila, Rasula, Sorila, Takahuhti, Uusikylä, Vehmainen, Viiala